# بسکتبال در المپیک تابستانی ۱۹۷۶
بسکتبال در بازی‌های المپیک تابستانی ۱۹۷۶ نام رویداد ورزش بسکتبال در بازی‌های المپیک تابستانی بود که در سال ۱۹۷۶ برگزار شد.

## جدول مدال‌ها
| رتبه | مردان               | مردان | مردان | مردان | زنان                | زنان | زنان | زنان |
| رتبه | تیم                 | بازی  | برد   | باخت  | تیم                 | بازی | برد  | باخت |
| ---- | ------------------- | ----- | ----- | ----- | ------------------- | ---- | ---- | ---- |
| 1    | ایالات متحده آمریکا | ۷     | ۷     | ۰     | اتحاد جماهیر شوروی  | ۵    | ۵    | ۰    |
| 2    | یوگسلاوی            | ۷     | ۵     | ۲     | ایالات متحده آمریکا | ۵    | ۳    | ۲    |
| 3    | اتحاد جماهیر شوروی  | ۷     | ۶     | ۱     | بلغارستان           | ۵    | ۳    | ۲    |
| ۴    | کانادا              | ۷     | ۴     | ۳     | چکسلواکی            | ۵    | ۲    | ۳    |
| ۵    | ایتالیا             | ۷     | ۵     | ۲     | ژاپن                | ۵    | ۲    | ۳    |
| ۶    | چکسلواکی            | ۷     | ۳     | ۴     | کانادا              | ۵    | ۰    | ۵    |
| ۷    | کوبا                | ۷     | ۴     | ۳     |                     |      |      |      |
| ۸    | استرالیا            | ۷     | ۲     | ۵     |                     |      |      |      |
| ۹    | پورتوریکو           | ۷     | ۳     | ۴     |                     |      |      |      |
| ۱۰   | مکزیک               | ۷     | ۲     | ۵     |                     |      |      |      |
| ۱۱   | ژاپن                | ۷     | ۱     | ۶     |                     |      |      |      |
| ۱۲   | مصر                 | ۱     | ۰     | ۱     |                     |      |      |      |